# Carl-Albert Brüll
Carl-Albert María Brüll (Görlitz, 5 de mayo de 1902-Berlín Oeste, 21 de octubre de 1989) fue un abogado alemán.

## Vida y obra
Brüll era hijo de un abogado y notario, y fue un católico bautizado. Estudió Derecho hasta 1929 en Friburgo, Múnich y Breslavia, luego en Görlitz, hasta 1935, como aprendiz, y se unió al NS-Juristenbund (Consejo Nacional Socialista de Juristas). Después de un examen de oposiciones en Berlín, Brüll se convirtió en abogado en Görlitz. No era miembro del partido nazi. A partir de 1940, sirvió en la Wehrmacht.

### Servicio militar y Campo de prisioneros
En el ejército, Brüll, debido a su buen francés, fue destinado como intérprete en un campo de prisioneros de guerra en Görlitz-Moys. Allí estuvo desde el invierno de 1940/41 el compositor francés Olivier Messiaen prisionero de guerra. Brüll le consiguió papel pautado, lápices y un espacio de trabajo. Messiaen escribió en este tiempo el cuarteto Quatuor pour la fin du temps (Cuarteto para el fin de los tiempos), que fue estrenado el 15 de enero de 1941 en un campamento de barracas. En 1944, cayó bajo el cautiverio británico.

### El proceso judicial Meinshausen/Malitz de 1948
Después de su liberación, Brüll volvió a Görlitz a comienzos de 1947 y continuó su trabajo como abogado. A partir de 1948 hubo en el Ayuntamiento de Görlitz, un juicio contra dos representantes del nacionalsocialismo local, el exalcalde Hans Meinshausen, y el antiguo Kreisleiter (líder de cantón) del partido, Bruno Malitz, en fase de negociación. Brüll fue nombrado abogado por turno de oficio.
Meinshausen había sido orador del Reich y delegado adjunto de gobernadores (Gauleiter) de Joseph Goebbels, y después de 1933, consejero escolar del estado de Berlín. Después en 1944 fue transferido a Görlitz como alcalde. Tras la guerra fue internado por los norteamericanos bajo el mando del General Clay, mientras exigieron su extradición los soviéticos y los agentes de la SED consiguiéndola en 1947. Para el proceso, en Görlitz se proyectó una Zona de Núremberg por parte del departamento de justicia de la SBZ. Las ejecuciones de 1948 no se efectuaron debido a "graves crímenes contra la población", sino que los acusaron de complicidad general en el sistema nazi "preventivamente". Brüll se dedicó "con la necesaria objetividad" a su tarea. Tuvo que analizar los impedimentos, riesgos y peligros políticos. Había expedientes que podían o no examinarse previamente al juicio. La citación de testigos de la defensa fue rechazada. Los abogados no debían actuar con eficacia, pero estaban obligados a guardar las apariencias de respeto al Estado de derecho.
Los dos Abogados trataron con relativo detalle problemas de procedimiento, cuestiones de interpretación jurídica y la obstrucción a la defensa al impedirles el acceso a la consulta de expedientes, la citación de testigos de descargo, e impedirles hablar con los Clientes, sin la presencia de Terceros. Sobre el Riesgo que los propios abogados corrían, solo se puede especular. Brüll resumió: "La Sentencia es en sus Conclusiones errónea, incompleta y contradictoria y en su valoración jurídica, no puede subsistir. Solicitó, por tanto, que la Sentencia sea impugnada, además de los subyacentes a las Constataciones de revocar el Asunto para una nueva Negociación y anderweiten Decisión de un Tribunal de justicia." Con su trabajo los abogados colaboraban en contra de su voluntad y gracias a la ocultación de su labor, a una Imagen seria y de buena reputación de la Jurisprudencia de la naciente RDA aunque casualmente se estaba usando el código penal de 1928.

### 17 de junio de 1953: Los Sucesos de Görlitz
Brüll reapareció en relación con los sucesos de Görlitz de 17 de junio de 1953 sublevación de los trabajadores alemanes contra el gobierno comunista. Los empleados de las locomotoras y los vagones de la empresa estatal LOWA mostraron su solidaridad con los huelguistas en Berlín y abogaron por salarios más altos, precios más bajos y abolición de normas.
Alrededor del mediodía llegó al mercado superior (posteriormente "Plaza de Lenin") una gran manifestación. El alcalde fue "expulsado"; se formó una nueva administración de la ciudad, se distribuyeron bandas para los brazos para formar un servicio de seguridad, y fueron tomados la sede local de la Stasi y el ayuntamiento, en el distrito SED y se abrieron las dos prisiones locales. Por la Tarde treinta o cuarenta mil personas de Görlitz y sus alrededores se habían reunido. Hacia la noche, la Policía Popular Acuartelada (KVP) y el ejército soviético con tanques irrumpieron en la escena.
Brüll había vuelto esa tarde de visita a una cita oficial al mercado superior y llegó después de que las cárceles de Görlitz habían sido abiertas. 416 personas (de un total de 1.300 en todo el país) habían sido liberados temporalmente. Brüll se hizo cargo de los archivos carcelarios y a continuación -en sus propias palabras- trató de separar los expedientes políticos de los criminales además de custodiar los archivos para que no se perdieran.
Siguió siendo útil haciéndose cargo temporalmente de un juego de llaves de la ciudad y colaborando con los propietarios de hoteles para procurar el alojamiento temporal de los presos sin hogar. Evidentemente, el abogado no se sintió amenazado y se quedó en su ciudad.
Sin embargo, Carl Albert Brüll, junto a otros, fue detenido el 24 de junio de 1953 y el 12 de agosto de 1953 por el Tribunal de distrito de Dresde, debido al artículo § 115 párr. 2 del Código Penal a causa de "agitación y participación en fuga en un papel principal (como cabecillas)" y condenado a cinco años de prisión en la prisión de Waldheim. Su Licencia profesional fue anulada y fue expulsado del bufete. En 1956, fue liberado de la cárcel y pasó a figurar a la condición de "Republikflüchtling" el 6 de diciembre de 1956, pàsando hasta el Berlín-Oeste. Allí encontró un Empleo en la administración de Justicia de Berlín, en 1958 fue nombrado funcionario de la administración de Justicia, responsable de Asuntos de "Republikflüchtlingen de la RDA".
Bruell se casó en el 22 de febrero de 1956, poco después de la liberación de la Prisión en Görlitz. El 22 de septiembre de 1958, la Seguridad del Estado abrió un expediente sobre él porque era sospechoso de mantener actividades de espionaje a través de conexiones familiares en Goerlitz. En los años setenta este tema, que había llegado a perder interés, se acabó. A finales de la década de 1960, el consejero administrativo Carl-Albert Brüll renunció al servicio activo y se dedicó a temas propios. Se involucró en el asesoramiento a los interrogadores sobre temas Este-Oeste para el gobierno federal, así como las asociaciones de desplazados y particulares con el fondo de la Alemania del Este. Posteriormente, también trabajó como parte del Comité de investigación del Comité de los abogados de la Libertad.